# Dinoponera hispida
Dinoponera hispida is een mierensoort uit de onderfamilie van de Ponerinae. De wetenschappelijke naam van de soort is voor het eerst geldig gepubliceerd in 2013 door Lenhart, Dash & Mackay.